# Ferrania (Cairo Montenotte)
Ferrania (Fr'agna in dialetto locale) è una frazione di Cairo Montenotte, in provincia di Savona, situata ad una altitudine di 365 m s.l.m. alla confluenza del rio Ferranietta nel fiume Bormida. Conta circa 1.000 abitanti. Vi si trova la stazione ferroviaria delle linee Torino/Alessandria - Savona.

## Storia
Nel 1097 è stata fondata la medievale abbazia di Ferrania (con il nome antico di "Ferranica"), ora chiesa parrocchiale intitolata ai santi Pietro e Paolo.
A partire dall'inizio del XX secolo l'area attorno a Ferrania è divenuta un importante centro industriale: nel 1915 vennero attrezzati degli stabilimenti della "SIPE" (Società Italiana Prodotti Esplodenti) di Milano: la produzione di polvere da sparo fu destinata principalmente alla Russia. Con la rivoluzione d'ottobre, nel 1917 cessarono questi ordinativi e la produzione si ridusse a quella occorrente per le armi leggere dell'Esercito Italiano. Contemporaneamente iniziò la costruzione di uno stabilimento per la produzione della dinamite, mai ultimato in seguito al sopraggiungere della fine della prima guerra mondiale, ma le cui strutture costituiscono una testimonianza di archeologia industriale. Gli impianti esistenti furono riconvertiti per la produzione di pellicola fotografica: in sinergia con Pathé Frères per la tecnologia, venne costituita la FILM, che nel 1932 divenne "Ferrania fabbriche riunite prodotti fotografici FILM e Cappelli" e passò all'IRI e due anni dopo all'Istituto Finanziario Industriale (IFI).
Parallelamente si svilupparono altre attività industriali: uno stabilimento delle Distillerie Italiane per la produzione di nitrocellulosa, necessaria per la produzione della pellicola e, autonomamente, la Fabbrica Nazionale Estratti Tannici per l'estrazione del tannino dai castagni dei boschi di tutta la valle.